# 호리노우치 신호장
호리노우치 신호장(일본어: 堀之内信号場 호리노우치 신고조[*])은 지바현 나리타시에 있는 동일본 여객철도 나리타선 상의 신호장이다. 게이세이 전철이 나리타 공항선(스카이 억세스)을 건설하는 데에 대응하여 동일본 여객철도가 구 네코야 신호장을 대체하기 위해 건설했다. 게이세이 전철 본선과 합류하는 지점과 가까운 호리노우치 터널 인근에 설치되어 있다. 스카이 억세스와의 병주 구간으로, 궤간이 다른 두 단선이 병행하는 단선 병렬 구간이다. 근처에 게이세이 전철 나리타 공항선의 신네코야 신호장이 있다.

## 구조
교행을 목적으로 건설된 두 개의 선로를 가진 신호장으로, 선로 한 개는 직선으로 되어 있으며 다른 선로 한 개는 신호장 한쪽 끝에서 옆으로 분기했다가 다른 끝에서 다시 합류한다.

## 주변
- 국도 295호선
- ANA 크라운 플라자 호텔 나리타

## 역사
- 2009년 3월 14일 - 나리타 ~ 공항 제2빌딩 사이의 동일본 여객철도 나리타선 내에 개업하였다.

## 같이 보기
- 신네코야 신호장